# Lasius
Lasius es un género de hormigas formicinas holárticas y del subcontinente indio.
En el género se incluyen la hormiga negra común de jardín, Lasius niger, y especies próximas, como L. alienus y L. neoniger.
Entre otras especies del género se encuentran las hormigas temporalmente parásitas sociales del grupo Lasius mixtus y el hiperparásito social Lasius fuliginosus.
Lasius flavus es muy común, forma hormigueros en praderas. En los Alpes, los montículos de sus hormigueros se alinean siempre al este, para captar los primeros rayos del amanecer han sido usados tradicionalmente por los ganaderos locales como brújulas naturales.
El género fue renombrado infructuosamente como Donisthorpea por Horace Donisthorpe, un excéntrico mirmecólogo británico, a partir de su propio nombre.                                                                     
Este tipo de hormiga es monomorfa, es decir todos los miembros son parecidos en forma y no tienen soldados.

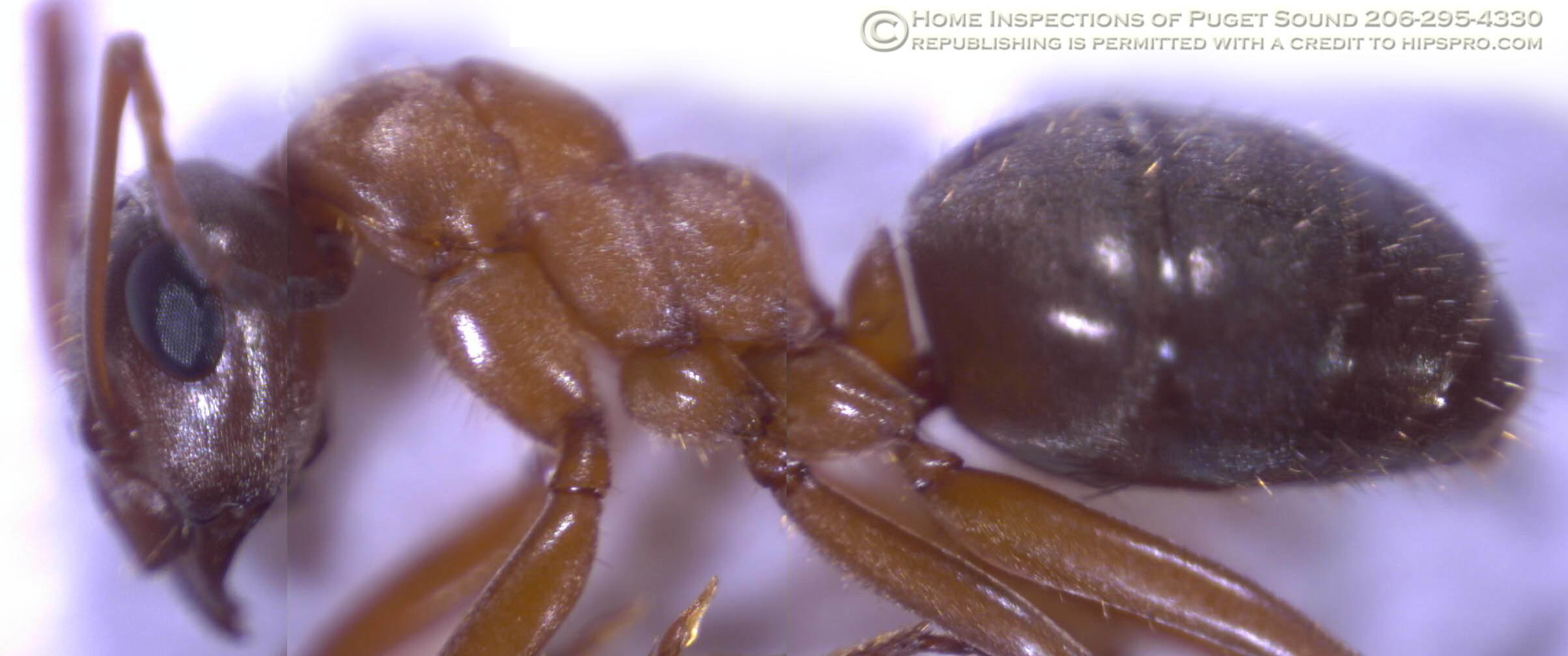
Hormiga del género Lasius (fotografiada en Seattle, Washington).
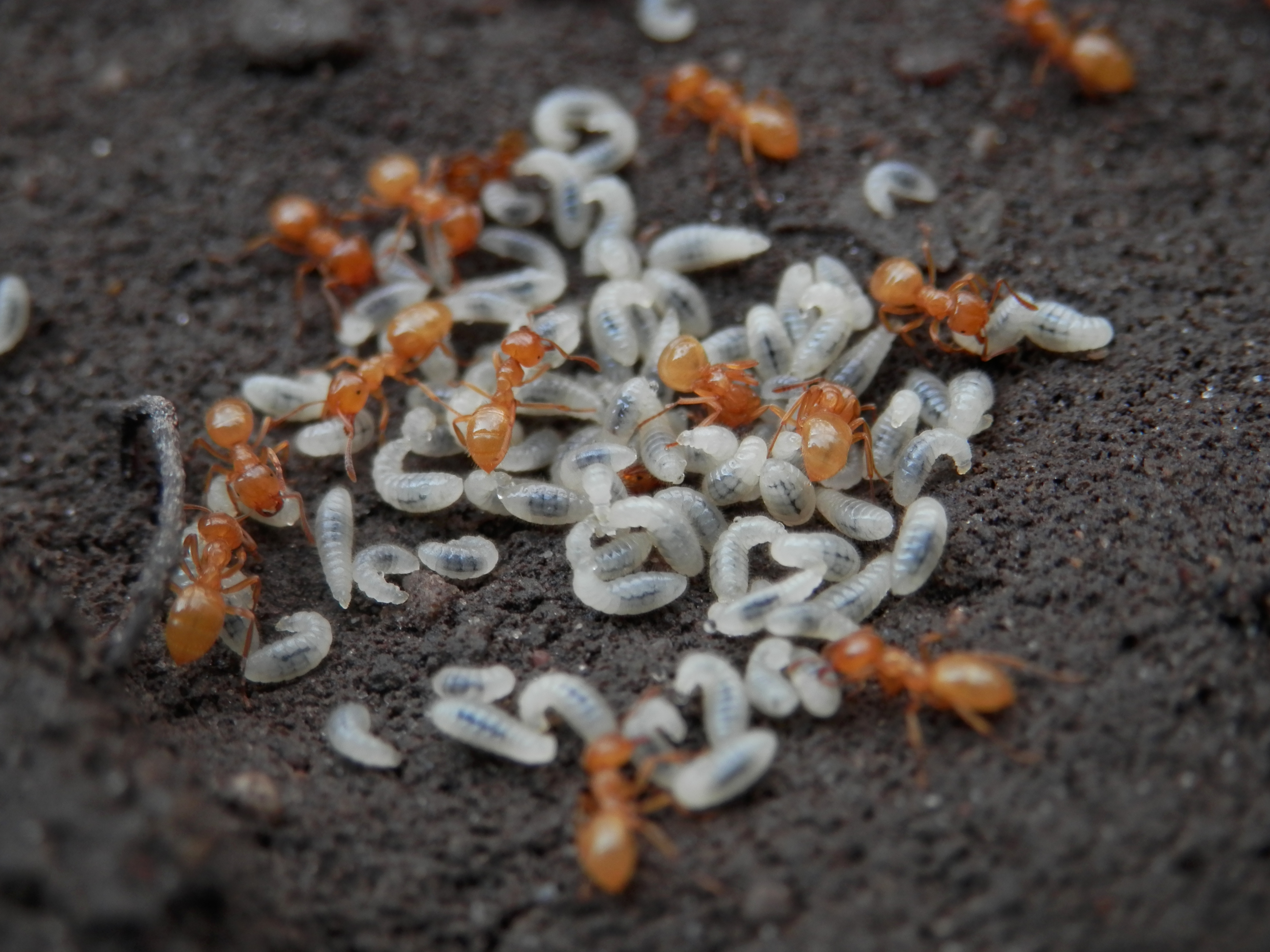
Larvas

## Especies
Se reconocen las siguientes:
- Lasius affinis (Schenck, 1852)
- Lasius alienoflavus Bingham, 1903
- Lasius alienus (Foerster, 1850)
- Lasius americanus (Emery, 1893)
- †Lasius anthracinus (Heer, 1867)
- Lasius arizonicus Wheeler, 1917
- Lasius atopus Cole, 1958
- Lasius austriacus Schlick-Steiner, Steiner, Schödl & Seifert, 2003
- Lasius balcanicus Seifert, 1988
- Lasius balearicus Talavera, Espadaler & Vila, 2014
- Lasius bicornis (Foerster, 1850)
- Lasius bombycina Seifert & Galkowski, 2016
- Lasius breviscapus Seifert, 1992
- Lasius brunneus (Latreille, 1798)
- Lasius buccatus Stärcke, 1942
- Lasius bureni (Wing, 1968)
- Lasius californicus Wheeler, 1917
- Lasius capitatus (Kuznetsov-Ugamsky, 1927)
- Lasius carniolicus Mayr, 1861
- Lasius casevitzi Seifert & Galkowski, 2016
- †Lasius chambonensis Piton & Théobald, 1935
- Lasius cinereus Seifert, 1992
- Lasius citrinus Emery, 1922
- Lasius claviger (Roger, 1862)
- Lasius colei (Wing, 1968)
- Lasius coloradensis Wheeler, 1917
- Lasius coloratus Santschi, 1937
- Lasius creightoni (Wing, 1968)
- Lasius crinitus (Smith, 1858)
- Lasius crispus Wilson, 1955
- Lasius crypticus Wilson, 1955
- Lasius distinguendus (Emery, 1916)
- Lasius draco Collingwood, 1982
- Lasius elevatus Bharti & Gul, 2013
- Lasius emarginatus (Olivier, 1792)
- †Lasius epicentrus Théobald, 1937
- Lasius escamole Reza, 1925
- Lasius exulans Fabricius, 1804
- Lasius fallax Wilson, 1955
- Lasius flavescens Forel, 1904
- Lasius flavoniger Seifert, 1992
- Lasius flavus (Fabricius, 1782)
- Lasius fuji Radchenko, 2005
- Lasius fuliginosus (Latreille, 1798)
- Lasius gebaueri Seifert, 1992
- †Lasius globularis (Heer, 1849)
- †Lasius glom LaPolla & Greenwlalt, 2015
- Lasius grandis Forel, 1909
- Lasius hayashi Yamauchi & Hayashida, 1970
- Lasius hikosanus Yamauchi, 1979
- Lasius himalayanus Bingham, 1903
- Lasius hirsutus Seifert, 1992
- Lasius humilis Wheeler, 1917
- Lasius illyricus Zimmermann, 1935
- †Lasius inflatus (Zhang, 1989)
- Lasius interjectus Mayr, 1866
- Lasius japonicus Santschi, 1941
- Lasius jensi Seifert, 1982
- Lasius karpinisi Seifert, 1992
- Lasius koreanus Seifert, 1992
- Lasius lasioides (Emery, 1869)
- Lasius latipes (Walsh, 1863)
- Lasius lawarai Seifert, 1992
- †Lasius longaevus (Heer, 1849)
- Lasius longiceps [no authors], 1988
- Lasius longicirrus Chang & He, 2002
- †Lasius longipennis (Heer, 1849)
- Lasius magnus Seifert, 1992
- Lasius mellea (Provancher, 1881)
- Lasius meridionalis (Bondroit, 1920)
- Lasius mexicanus Wheeler, 1914
- Lasius mikir Collingwood, 1982
- Lasius minutus Emery, 1893
- Lasius mixtus (Nylander, 1846)
- Lasius monticola (Buckley, 1866)
- †Lasius mordicus Zhang, 1989
- Lasius morisitai Yamauchi, 1979
- Lasius murphyi Forel, 1901
- Lasius myops Forel, 1894
- Lasius myrmidon Mei, 1998
- Lasius nearcticus Wheeler, 1906
- Lasius neglectus Van Loon, Boomsma & Andrasfalvy, 1990
- †Lasius nemorivagus Wheeler, 1915
- Lasius neoniger Emery, 1893
- Lasius nevadensis Cole, 1956
- Lasius niger (Linnaeus, 1758)
- Lasius nigrescens Stitz, 1930
- Lasius nipponensis Forel, 1912
- Lasius nitidigaster Seifert, 1996
- †Lasius oblongus Assmann, 1870
- Lasius obscuratus Stitz, 1930
- †Lasius obscurus (Heer, 1849)
- Lasius occidentalis Wheeler, 1909
- †Lasius occultatus (Heer, 1849)
- †Lasius ophthalmicus (Heer, 1849)
- Lasius orientalis Karavaiev, 1912
- Lasius pallitarsis (Provancher, 1881)
- Lasius paralienus Seifert, 1992
- †Lasius peritulus (Cockerell, 1927)
- Lasius piliferus Seifert, 1992
- Lasius platythorax Seifert, 1991
- Lasius plumopilosus Buren, 1941
- Lasius pogonogynus Buren, 1950
- Lasius productus Wilson, 1955
- Lasius przewalskii Ruzsky, 1915
- Lasius psammophilus Seifert, 1992
- Lasius pubescens Buren, 1942
- †Lasius pumilus Mayr, 1868
- †Lasius punctulatus Mayr, 1868
- Lasius rabaudi (Bondroit, 1917)
- Lasius reginae Faber, 1967
- Lasius rubiginosa (Latreille, 1802)
- Lasius ruficornis (Fabricius, 1804)
- Lasius sabularum (Bondroit, 1918)
- Lasius sakagamii Yamauchi & Hayashida, 1970
- Lasius schaeferi Seifert, 1992
- †Lasius schiefferdeckeri Mayr, 1868
- Lasius schulzi Seifert, 1992
- Lasius sitiens Wilson, 1955
- Lasius sonobei Yamauchi, 1979
- Lasius spathepus Wheeler, 1910
- Lasius speculiventris Emery, 1893
- Lasius subglaber Emery, 1893
- Lasius subumbratus Viereck, 1903
- Lasius talpa Wilson, 1955
- Lasius tapinomoides Salata & Borowiec, 2018
- Lasius tebessae Seifert, 1992
- †Lasius tertiarius Zalessky, 1949
- †Lasius truncatus Zhang, 1989
- Lasius turcicus Santschi, 1921
- Lasius umbratus (Nylander, 1846)
- Lasius uzbeki Seifert, 1992
- †Lasius validus Zhang, 1989
- Lasius vestitus Wheeler, 1910
- †Lasius vetulus Dlussky, 1981
- Lasius viehmeyeri Emery, 1922
- Lasius wittmeri Seifert, 1992
- Lasius xerophilus MacKay & MacKay, 1994